# Parsman II Dobry
Parsman II Dobry (gruz.: ფარსმან II ქველი) (zm. 138) był w latach 117-138 królem Kartli, starożytnego gruzińskiego królestwa, znanego w źródłach klasycznych jako Iberia. Pochodził z dynastii Parnawazydów.